# Furcula alpina
Furcula alpina är en fjärilsart som beskrevs av Max Bartel 1911. Furcula alpina ingår i släktet Furcula och familjen tandspinnare. Inga underarter finns listade i Catalogue of Life.